# Дудар Ігор Никифорович
І́гор Ники́форович Ду́дар (нар. 2 січня 1948 року, село Ходаки Барського району, Вінницької області) ― український науковець,  доктор технічних наук (2001), професор (2002) кафедри будівництва, міського господарства та архітектури Вінницького національного технічного університету, відмінник освіти (2020), дійсний член Академії будівництва України.

## Життєпис
Ігор Никифорович Дудар народився на Вінниччині, в селі Ходаки Барського району, в селянській родині. З відзнакою закінчив школу, захоплювався точними науками. В 1966 році вступив до Одеського інженерно-будівельного інституту. Отримав в 1971 році диплом інженера-будівельника зі спеціальності промислове та цивільне будівництво, й військове звання лейтенанта інженерних військ.

## Професійна діяльність
1971-1975 – інженер-будівельник планово-виробничого відділу, майстер ділянки будівельно-монтажного управління № 4 м. Вінниці;
1975-1977 – старший інженер науково-дослідної частини Вінницького політехнічного інституту (ВПІ);
1977-1980 – навчався в аспірантурі ВПІ;
1980-1988 – працював на посадах асистента, старшого викладача, доцента кафедри технології будівельного виробництва ВПІ;
1981 – захистив кандидатську дисертацію зі спеціальності «Будівельні матеріали та вироби» на тему «Вдосконалення методів і режимів термообробки залізобетонних віброгідропресованих труб»;
1987-1988 – слухач курсів іноземних мов при Київському національному університету імені Т. Г. Шевченка;
1988-1992 – професор гірничо-технологічного інституту в Туніській Республіці;
1992-1994 – доцент кафедри технології, організації, управління і економіки будівництва ВПІ;
1994-2000 – доцент кафедри технології будівельного виробництва Вінницького державного технічного університету (ВДТУ);
2000 – захистив докторську дисертацію зі спеціальності «Будівельні матеріали і вироби» на тему «Основи термосилової технології виробів із спеціальних бетонів» у Київському національному університеті будівництва та архітектури;
2001-2003 – професор кафедри промислового і цивільного будівництва ВДТУ;
2003-2016 – завідувач кафедри містобудування і архітектури Вінницького національного технічного університету (ВНТУ);
2016 – по теперішній час – професор кафедри будівництва, міського господарства та архітектури, завідувач секції містобудування та архітектури ВНТУ.

## Наукові ступені та вчені звання
1982 – присуджено науковий ступінь кандидата наук;
1985 – присвоєно вчене звання доцента;
2001 – присуджено науковий ступінь доктора технічних наук зі спеціальності «Будівельні матеріали та вироби»;
2002 – присвоєно вчене звання професора.

## Нагороди
2006 – нагороджено Грамотою Вінницького національного технічного університету за значний внесок у наукові досягнення та з нагоди Дня науки;
2006 – Подяка USAID Україна за активну участь у роботі Експертного комітету та вагомий особистий внесок у розробку Стратегічного плану економічного розвитку міста Вінниці в рамках Проєкту USAID «Економічний розвиток міст»;
2010 – Грамота Міністерства освіти і науки України (МОН України) за підготовку переможця Всеукраїнського конкурсу студентських робіт з природничих, технічних і гуманітарних наук 2010 н. р. з напряму «Будівництво»;
2010 – нагороджено Грамотою за значні досягнення в розбудові університету та з нагоди 50 річчя ВНТУ;
2011 – нагороджено Почесною грамотою Вінницької обласної державної адміністрації та обласної ради за сумлінну працю, високий професіоналізм, вагомі успіхи у вихованні, навчанні, професійній та науковій підготовці студентської молоді та з нагоди річниці з дня створення закладу;
2013 – з нагоди 20-ї річниці з дня заснування Академії будівництва України нагороджено Почесною грамотою;
2013 – нагороджено «Срібним нагрудним знаком Академії будівництва України»;
2013 – нагороджено Почесною грамотою Вінницької обласної державної адміністрації та обласної ради за сумлінну працю, особистий внесок у розвиток житлово-комунальної галузі області, високий професіоналізм та з нагоди Дня працівників житлово-комунального господарства і побутового обслуговування населення;
2015 – Подяка МОН України за багаторічну сумлінну працю, особистий внесок у підготовку висококваліфікованих спеціалістів та плідну науково-педагогічну діяльність;
2018 – нагороджено Почесною грамотою Міністерства освіти і науки України за багаторічну сумлінну працю, вагомий особистий внесок у підготовку висококваліфікованих спеціалістів та плідну науково-педагогічну діяльність;
2018 – за багаторічну сумлінну працю у колективі університету та з нагоди 70-річчя з дня народження нагороджено Почесною грамотою Вінницького національного технічного університету;
2019 – нагороджено Почесною грамотою за III місце в конкурсі на найкращу навчальну літературу ВНТУ;
2020 – за багаторічну сумлінну працю, вагомий особистий внесок у підготовку кваліфікованих спеціалістів та плідну педагогічну діяльність нагороджено нагрудним знаком «Відмінник освіти».

## Наукова та викладацька діяльність
Професор І. Н. Дудар має понад 300 наукових публікацій, серед яких 11 монографій, 5 підручників, 45 навчально-методичних праць. Він є автором 25 патентів та авторських свідоцтв на винаходи. Основні напрямки наукової роботи Ігоря Дударя пов’язані з вдосконаленням термосилової технології виробництва залізобетонних виробів та вдосконалення методів і принципів санітарного очищення міст від твердих муніципальних відходів. Професором був запропонований новий спосіб іпульсного пресування при ущільненні бетонних сумішей ЖБК.
Під керівництвом Дударя І. Н. підготовлено та захищено 6 кандидатських дисертацій, підготовлено до захисту 1 кандидатська дисертація, крім того, за порадами, консультаціями і сприяттям захищено 2 кандидатські дисертації.
Ігор Дудар є головним редактором міжнародного науково-технічного журналу «Сучасні технології, матеріали і конструкції в будівництві», а також як член редакційних колегій наукових журналів «Наукові праці Вінницького національного технічного університету» та «Містобудування та територіальне планування» Київського національного університету будівництва і архітектури.
Дудар І. Н. є головою спеціалізованої вченої ради по захисту кандидатських дисертацій К 05.052.04 у ВНТУ, також багато років був членом спеціалізованих вчених рад по захисту докторських і кандидатських дисертацій зі спеціальності «Міське будівництво і господарство» у Київському національному університеті будівництва і архітектури, Національному університеті водного господарства та природокористування (м. Рівне).
Професор Ігор Дудар викладає у ВНТУ дисципліни «Технологія зведення будівель і споруд», «Містобудування та територіальне планування». Студенти Ігоря Никифоровича є учасниками наукових конференцій та Всеукраїнських конкурсів студентських робіт.

## Громадська діяльність
У 2000 році Ігоря Дударя обрано членом-кореспондентом Академії будівництва України та включено до складу її президії. В тому ж році він стає керівником Вінницького територіального відділення Академії. У 2001 році – обрано дійсним членом Академії будівництва України.
Дудар І. Н. брав участь в розробці стратегічних планів розвитку міста Вінниці, виступав з актуальними статтями в пресі з питань його розбудови. Був нагороджений Подякою USAID Україна за активну участь у роботі Експертного комітету та вагомий особистий внесок у розробку Стратегічного плану економічного розвитку Вінниці в рамках Проєкту USAID «Економічний розвиток міст».

## Основні публікації
1. Dudar I., Yavorovska O., Zlepko S., Vinnichuk A., Kisała P., Shortanbayeva A., Borankulova G. Predicting volume and composition of municipal solid waste based on ANN and ANFIS methods and correlation-regression analysis. Biomass as Raw Material for the Production of Biofuels and Chemicals. London, 2020. Chapt. 2. P. 13- 22.
2. Ратушняк Г. С., Дудар І. Н., Бікс Ю. С. Прогнозування міцності та розподілу бокового тиску при виробництві пресованих бетонних дорожніх каменів: монографія. Вінниця, 2014. 120 c.
3. Гарнага В. Л., Дудар І. Н. Хіміко-термосилова технологія дрібнорозмірних бетонних виробів: монографія. Вінниця, 2013. 110 с.
4. Загреба В. П., Дудар І. Н., Коваленко А. О. Технологія роздільного віброімпульсного формування каменебетонних виробів: монографія. Вінниця, 2012. 92 с.
5. Загреба В. П., Дудар І. Н. Формування бетонних і залізобетонних виробів методом пульсуючого пресування бетонних сумішей: монографія. Вінниця, 2009. 104 с.
6. Швець В. В., І. Н. Дудар. Вібротермосилова технологія залізобетонних виробів і конструкцій: монографія. Вінниця, 2007.– 87 с.
7. Дудар І. Н. Теоретичні основи технологій виробів із пресованих бетонів: монографія. Вінниця, 2005. 90 c.
8. Лівінський О. М., Курок О. І., Пшінько О. М., Савицький М. В., Дудар І. Н., Бондаренко М. І., Хоменко О. Г., Потапова Т. Е. Будівельні матеріали та вироби: підручник. Київ, 2016. 660 с.
9. Лівінський О. М., Дудар І. Н., Єсипенко А. Д., Гридякін В. О., Москаленко В. І., Ананьєва Н. В., Потапова Т. Е. Конструкції та технологія будівництва інженерних мереж та споруд: підручник. Київ, 2013. 232 с.
10. Лівінський О. М., Бондаренко М. І., Хоменко М. І., Курок О. І., Дудар І. Н., Тонкачеєв Г. М., Савенко В. І., Ровенчак Т. Г., Потапова Т. Е., Шарапа С. П. Організація, планування та управління в будівництві: підручник. Київ, 2016. 566 с.
11. Лівінський О. М., Бондаренко М. І., Хоменко М. І., Курок О. І., Єсипенко А. Д., Ананьєва Н. В., Дудар І. Н., Потапова Т. Е. Основи реконструкції і технічної експлуатації будівель та споруд: підручник. Київ, 2016. 236 с.
12. Лівінський О. М., Бондаренко М. І., Курок О. І., Пелевін Л. Є., Лесько В. І., Бабиченко В. Я., Коваленко В. М., Дудар І. Н., Потапова Т. Е., Савенко В. І. Технічна експлуатація та ремонт будівельних машин: підручник. Київ, 2016. 219 с.
13. Лівінський О. М., Курок О. І., Єсипенко А. Д., Дудар І. Н., Тонкачеєв Г. М., Бондаренко М. І., Гридякін В. О., Хоменко О. Г., Ананьєва Н. В., Потапова Т. Е., Прилипко Т. В. Технологія зведення будівель та споруд: підручник. Київ, 2014. 360 с.
14. Пакетна термосилова установка. Патент на корисну модель 97265 UA.
15. Установка для аналізу і сортування твердих побутових відходів. Патент на корисну модель 118089 UA
16. Устаткування для виготовлення будівельних виробів. Патент на корисну модель 76923 UA.